# Kundendienst-Verband Deutschland
Der Service-Verband KVD ist ein Berufsverband für Beschäftigte im Kundendienst und Service in unterschiedlichen Branchen wie z. B. ITK, Maschinen- und Anlagenbau, Medizintechnik, Konsumgüter & Hausgeräte, Multimedia, Automobil, erneuerbare Energien und Wissenschaft. Er hat 1.600 Mitglieder; das Mitgliederspektrum umfasst kleine und mittlere Unternehmen (KMU) gleichermaßen wie internationale Großkonzerne.
Für den KVD soll der Service und dessen zukunftsfähige Ausrichtung die tragende Säule für den langfristigen Erfolg von Unternehmen und Organisationen sein. Der KVD hilft seinen Mitgliedern, indem er mit seiner Expertise und Erfahrung Service-Trends und die Entwicklung in den Bereichen Mensch, Technologie, Prozesse und Umwelt erkennt, erklärt und in Handlungsempfehlungen übersetzt. Mit verschiedenen Formaten bietet der KVD seinen Mitgliedern Zugang zu Wissen, Netzwerken und Interaktion aus Praxis, Wirtschaft und Wissenschaft, mit dem sie ihren persönlichen und unternehmerischen Erfolg zukunftsfähig gestalten und erreichen.
Der KVD wurde 1982 gegründet und hat seinen Sitz in Dorsten (Kreis Recklinghausen). Geschäftsführer ist Carsten Neugrodda. Der Verband wird von einem fünfköpfigen Vorstand geführt:
- Vorstandsvorsitzender Wolfgang Theisen (Toshiba Tec Germany Imaging Systems GmbH, Neuss, Director Technical Services)
- Stellvertretender Vorsitzender Thorsten Schlüter (LEMKEN, Head of Global Service and After Sales)
- Vorstand Finanzen Uwe Limmer (HAHN Automation Group Holding GmbH, Director Customer Service)
- Gardy Kanzian (ElectronicPartner Handel SE, Director RepairServices)
- Kerstin Wendt-Heinrich (TOP Mehrwert-Logistik GmbH & Co. KG, Hamburg, Geschäftsführerin)

Unterstützt wird der Vorstand von einem zwölfköpfigen Beirat. Beiratsvorsitzender ist Ralf Borchardt (TOP Mehrwert-Logistik GmbH & Co. KG, Hamburg, Operations Manager).